# 憂国清心同友会
憂国清心同友会（ゆうこくせいしんどうゆうかい）は、神奈川県川崎市に総本部を置く右翼団体。15団体からなる協議体。2004年（平成16年）5月、横浜市で発会式を行う。

## 最高幹部
- 筆頭議長 - 戸張龍雄
- 議長 - 草壁悟

## 構成団体
- 憂国清嵐会 - 議長・戸張龍雄
- 政治結社 清和塾 - 塾長・草壁 悟
- 政治結社 和心塾 - 塾長・吉岡　茂樹
- 政治結社 石皇会東京本部 - 会長・石原哲夫
- 新風義勇隊 - 総隊長・鈴木浩巳
- 政治結社 弘美会
- 社会道徳促進会議
- 政治結社 眞皇塾
- 山貴翼賛社
- 政治結社 清孔塾
- 國勇青年社
- 行道塾
- 親心塾
- 藤友会
- 東北支部